# 広島市立八木小学校
広島市立八木小学校（ひろしましりつ やぎしょうがっこう）は、広島県広島市安佐南区八木九丁目にある公立小学校。

## 歴史
- 1874年（明治7年） - 創立
- 1905年（明治41年） - 木造校舎を新築
- 1952年（昭和27年） - 木造新校舎落成
- 1970年代 - 校舎建て替え
- 1974年（昭和49年） - 創立百周年

## 学区
- 広島市安佐南区
  - 八木町（梅林小学校区を除く）
  - 八木四丁目（梅林小学校区を除く）、同五丁目（梅林小学校区を除く）、同六丁目～同九丁目

出典は次の通り。

## 進路
卒業生は基本的に広島市立城山北中学校に進学する。

## 補習授業
当学校では、読書の時間などがある

## 交通アクセス
- JR可部線上八木駅から徒歩3分。

八木小学校まえより徒歩すぐ

## 周辺
- 広島市立八木幼稚園 - 校舎北側に隣接している。
- 上八木駅
- 広島市立城山北中学校